# Kesadikan
Kesadikan is een bestuurslaag in het regentschap Tegal van de provincie Midden-Java, Indonesië. Kesadikan telt 4175 inwoners (volkstelling 2010).